# Lampetis viridimarginata
Lampetis viridimarginata es una especie de escarabajo del género Lampetis, familia Buprestidae. Fue descrita científicamente por Fåhraeus in Boheman en 1851.